# 185561 Miquelsiquier
185561 Miquelsiquier este o planetă minoră (asteroid) din centura de asteroizi. A fost descoperită pe 12 ianuarie 2008 la Observatorio Astronómico de La Sagra⁠(d) de Observatorul Astronomic din Mallorca⁠(d). 
Obiectul prezintă o orbită caracterizată de o semiaxă mare de 3,1196591725446 UAi, o excentricitate de 0,17033643950211, o înclinație de 10,290176009004 ° în raport cu ecliptica.